# Comitatul Clare
Clare (An Clár în limba irlandeză) este un comitat din Irlanda.